# متنزه كرينج بوينت الحكومي
متنزه كرينج بوينت الحكومي، تبلغ مساحته 61 أكر (0.25 كـم2) متنزه حكومي يقع على نهر سانت لورانس في مدينه الاسكندريه في مقاطعة جيفرسون، نيويورك. تقع الحديقة شمال خليج اليكساندريا بالقرب من خط مقاطعة سانت لورانس وتتصل ب نيويورك 12 عبر طريق كرينج بوينت.
تم إنشاء المتنزه في عام 1898 كجزء من محمية سانت لورانس
يفتح المتنزه من يوم الجمعة الأخير في أبريل وحتى يوم كولومبوس ، وتوفر شاطى وملعبًا وطاولات نزهة وأجنحة وبرامج ترفيهية ومسارًا طبيعيًا ودشًا وصيد الأسماك و مقطورات للقوارب ومحطة تفريغ ومخيم للخيام والمقطورات والكبائن والتزلج الريفي على الثلج.

## روابط خارجية
- New York State Parks: Kring Point State Park